# Solimão II de Rum
Solimão ou Suleimão II, também conhecido como Roquonadim Soleimão Xá [carece de fontes?] (Rukn ad-Din Suleiman Shah), foi o sultão de Rum entre 1196 e 1204.

## História
Filho de Quilije Arslã II, ele Solimão depôs seu irmão, o sultão Caicosroes I, que havia sucedido ao pai em 1192, ascendendo ao trono do Sultanato Seljúcida de Rum em 1196. Lutou contra os governantes vizinhos e expandiu os territórios do sultanato, conquistando, em 1201, Erzurum. Vitorioso em suas campanhas contra o Império Bizantino, Solimão terminou derrotado pelos georgianos na Batalha de Bassiana em 1203. Solimão foi sucedido por Quilije Arslã III nos dois anos seguintes, quando então Caicosroes retornou ao trono.